# Ivănești, Ialomița
Ivănești este un sat în comuna Ciulnița din județul Ialomița, Muntenia, România.